# Száli-ház
A Száli-ház vagy száli frank dinasztia frank uralkodócsalád volt, akik a Mosel és Saar folyók által körülölelt vidékek birtokosaiként tűnnek fel a 7-8. században. A család a 10. századra kiterjesztette befolyását a környező vidékekre, így Speyer és Worms városaira, valamint a későbbi rajnai Pfalz vidékre. Ebben az időben a száliak Lotaringia hercegeiként uralkodnak, és szoros kapcsolat fűzte őket az Ottó-házhoz (Liudolfingekhez). Ezeknek a szoros családi kapcsolatoknak köszönhetően 1024-ben, az Ottók kihalása és II. Konrád császárrá választása után a Száli-dinasztia tagjait választották a császári trónra.

## Nevük eredete
A dinasztia etnikai eredete alapján kapta a nevét. A frankok törzsének két nagy ága volt már a hunok idején. A száli („sós”, azaz tengerparti) frankok a mai Németalföld területén, a ripuári („folyóparti”) frankok a Rajna vidékén telepedtek le. A catalaunumi csata idején a száli frankok a hunok, a ripuári frankok a rómaiak oldalán harcoltak. A két ág elkülönülését az eltérő jogrend őrizte sokáig. A száli frankok törvényeit a száli törvény foglalja össze.

## Császárok és pápák
A Száli-dinasztia soraiból az alábbi császárok kerültek ki. (Zárójelben a császári uralkodás éve)
- II. Konrád (1027–1039)
- III. Henrik (1046–1056)
- IV. Henrik (1084–1106)
- V. Henrik (1111–1125)

V. Henrik 1125-ös halálával véget ér a Száliak uralma.
Kiemelkedő jelentőségű tagja a háznak Brúnó, aki V. Gergely néven 996–999 között pápa volt.

## A család története
A család történetének legjelentősebb eseménye az 1075-1122 között a pápa és császár között lefolyt ún. invesztitúraharc, melynek legismertebb eleme IV. Henrik császár vezeklése volt a pápa előtt Canossa váránál, mely Canossa-járás néven vonult be a történelembe.